# Psaironeura remissa
Psaironeura remissa là loài chuồn chuồn trong họ Protoneuridae. Loài này được Calvert mô tả khoa học đầu tiên năm 1903.